# Фінал Кубка Іспанії з футболу 1962
Фінал Кубка Іспанії з футболу 1962 — футбольний матч, що відбувся 8 липня 1962 року. У ньому визначився 60-й переможець кубка Іспанії.

## Шлях до фіналу
| Реал          | Реал      | Реал                     | Раунд       | Севілья    | Севілья   | Севілья                                         |
| ------------- | --------- | ------------------------ | ----------- | ---------- | --------- | ----------------------------------------------- |
| Суперник      | Результат | Матчі                    |             | Суперник   | Результат | Матчі                                           |
| Сан-Себастьян | 8–1       | 3–1 на виїзді; 5–0 вдома | 1/16 фіналу | Сельта     | 3–2       | 2–0 вдома; 1–2 на виїзді                        |
| Ельче         | 9–4       | 4–3 на виїзді; 5–1 вдома | 1/8 фіналу  | Реал Бетіс | 5–4       | 5–3 вдома; 0–1 на виїзді                        |
| Барселона     | 3–2       | 0–1 вдома; 3–1 на виїзді | 1/4 фіналу  | Тенерифе   | 2–1       | 1–1 на виїзді; 0–0 вдома; 1–0 (нейтральне поле) |
| Реал Сарагоса | 6–2       | 2–1 на виїзді; 4–1 вдома | 1/2 фіналу  | Валенсія   | 5–2       | 2–2 на виїзді; 3–0 вдома                        |

## Подробиці
| 8 липня 1962 |

| Реал Мадрид            | 2:1      | Севілья    |
| ---------------------- | -------- | ---------- |
| Пушкаш 76' (пен.), 90' | Протокол | Дьєгес 47' |

| Сантьяго Бернабеу, Мадрид Глядачів: 90 000 Арбітр: Хосе Кастіньєйра |

|  |  |

| В              |  | Хосе Аракістайн     |
| З              |  | Вісенте М'єра       |
| З              |  | Хосе Сантамарія     |
| З              |  | Маркітос            |
| ПЗ             |  | Пачін               |
| ПЗ             |  | Ісідро              |
| Н              |  | Франсіско Хенто (к) |
| Н              |  | Ференц Пушкаш       |
| Н              |  | Альфредо Ді Стефано |
| Н              |  | Луїс дель Соль      |
| Н              |  | Хусто Техада        |
| Тренер:        |  |                     |
| Мігель Муньйос |  |                     |

| В               |  | Сальвадор Мут (к)     |
| З               |  | Хосе Луке             |
| З               |  | Марселіно Кампаналь   |
| З               |  | Хуан Мануель Тартілан |
| ПЗ              |  | Іньясіо Ачукарро      |
| ПЗ              |  | Мануель Руїс Соса     |
| Н               |  | Хуан Баутіста Агуеро  |
| Н               |  | Хосе Карлос Дьєгес    |
| Н               |  | Хосе Луїс Арета       |
| Н               |  | Хосе Мануель Моя      |
| Н               |  | Енріке Матеос         |
| Тренер:         |  |                       |
| Антоніо Барріос |  |                       |